# Wut (Oper)
Wut ist eine Oper in sieben Bildern und einem Epilog des Schweizer Komponisten Andrea Lorenzo Scartazzini. Das Libretto von Christian Martin Fuchs basiert auf der historischen Liebesgeschichte des portugiesischen Prinzen Pedro (Peter I.) und seiner Geliebten Inês de Castro. Die Oper wurde am 9. September 2006 im Theater Erfurt uraufgeführt.

## Handlung

### Vorgeschichte (Historie / Legende)
Alfons IV., König von Portugal (1291–1357, genannt: o Bravo, der Kühne) verbietet seinem Sohn Pedro (1320–1367) die illegitime Beziehung zu Inês Pires de Castro (1325–1355), der Hofdame und Cousine von dessen erster Ehefrau, der Prinzessin Constanza de Penafiel. Pedro hält sich nicht daran, im Gegenteil. Heimlich heiratet er die Geliebte, sie haben drei Kinder. Damit ist dem (seit seiner Gründung 1143 strikt dem Heiligen Stuhl verbundenen und stets von spanischen Hegemoniebestrebungen bedrohten) jungen Königreich Portugal eine weitere politisch nutzbringende Eheschließung Pedros verwehrt, die Ehe ist heilig.
Alfons befiehlt (unter Druck der portugiesischen Granden) Inês zu töten. Der politische Mord an der noch nicht dreißigjährigen Frau findet am 7. Januar 1355 an der (heute so genannten) Fonte dos Amores, nahe von Pedros Sitz, der Quinta das Lagrimas am Rande der Königsstadt Coimbra, statt, während Pedro auf der Jagd ist.

### Erstes Bild
Alfons empfängt von den Mördern Coelho und Gonçalvez die Nachricht von Inês’ Tod. Seine Genugtuung mischt sich mit Angst vor dem Ewigen Feuer.
Für Pedro bricht die Welt zusammen. Das Gefühl der absoluten Leere stürzt ihn in ungekannten Zweifel, in ein Nichts. Seine Zuflucht zu Versen Salomons ist kein Trost.

### Originalgeschichte (Historie / Legende) – 1
Pedro beginnt im Norden des Landes einen Krieg gegen den Vater und unterliegt. Zugleich wird Europa von Pest, Naturkatastrophen und Aberglauben heimgesucht. Das heilsfrohe Mittelalter beginnt zu wanken. Die Mörder von Inês flüchten unter Alfons’ Schutz ins Königreich Kastilien.

### Zweites Bild
Pedro irrt durch das Land, tränenlos, gefühllos, am Rande des Wahns, und er begegnet einem Untoten, dem Geräderten, der die Wunden seiner Welt trägt, Krieg, Pest und Tod – die Masken des Todes im Mittelalter.

### Originalgeschichte (Historie / Legende) – 2
Alfons hat seinen Sohn Pedro zum Mitregenten gemacht, um den Konflikt zu beruhigen. Doch sie leben in zwei Welten: Alfons hat sich in das Kastell Montemor zurückgezogen, Pedro lebt in der ersten Königsstadt Santarém. 1457 stirbt der Vater.

### Drittes Bild
Loucido, der Beichtvater Alfons’, liest ihm das Opfer Isaaks aus dem Alten Testament vor. Pedro übernimmt dessen Aufgabe und wandelt die Andacht zum Strafgericht. Angesichts des Geräderten, eines gepeinigten Körpers, dem die Auferstehung nicht mehr gegeben ist, stirbt Alfons. Der Anti-Heiland krönt Pedro zum neuen König Portugals.

### Originalgeschichte (Historie / Legende) – 3
Durch kluge Diplomatie erwirkt König Pedro I. die Auslieferung der beiden Mörder seiner Frau, Coelho und Gonçalvez. Vor seinem Palast in Santarém lässt er die beiden foltern. Ihren Trotz beantwortet er mit roher Gewalt. Coelho (auf Deutsch: Kaninchen) reißt er das Herz aus der Brust, nachdem er sich Essig und Zwiebel bringen ließ (Zutaten zu einem Kaninchenrezept).
Gonçalvez wird das Herz durch den Rücken entfernt, eine Strafe, die der Heimtücke des Mörders entsprechen soll. Ab da erfährt Pedro die Beinamen: o Cru/Cruel (der Rohe, Grausame) und o Justiceiro (der Gerechte).

### Viertes Bild
Der Befrager quält die Mörder Coelho und Gonçalvez. Doch Pedro hat eine zusätzliche Mission für die beiden, die er wie die beiden Schächer an Jesus Christus’ Seite behandelt und sie als Boten ins Jenseits benutzen will. Ein schneller, relativ gnadenvoller Tod soll Coelho zur Hölle bringen, um Pedro eine Begegnung mit seinem Vater zu bescheren. Maßlose Pein soll Gonçalvez schon auf Erden entsühnen, so kommt jener in den Himmel und kann Nachrichten von Inês bestellen.
Seines unstillbaren Schmerzes kann Pedro nur Herr werden, indem er das Wissen um Inês’ Tod und ihre letzten Gefühlsregungen mehrt. Er stellt in kaltem Sadismus nach Gonçalvez’ Anweisungen die Ermordung Inês’ an dessen Tochter Judit nach. Seine von Bitternis gesteuerte Ratio versagt, als das Mädchen ihn nach der Liebe fragt.

### Originalgeschichte (Historie / Legende) – 4
1360. Pedro lässt den im Kloster Convento Santa Clara-a-Velha verscharrten Leichnam von Inês ausgraben. Die Tote wird bekleidet und geschmückt. Er lässt in der Kathedrale von Coimbra die vor zehn Jahren geschlossene Ehe bestätigen und die tote Inês als Rainha
de Portugal inthronisieren. Die spanischen Granden küssen den Rocksaum oder die juwelengeschmückte Hand des halbverwesten Leichnams.

### Fünftes Bild
Pedro kann den Verlust der Geliebten nicht verkraften. Er will den Tod, von dem er ahnt, dass er ein Abschied auf ewig ist, besiegen. Er nimmt sein Volk in Geiselhaft, um das irgendwo noch als letzter Nachhall im Universum abklingende Lachen der Geliebten einzufangen, um aus irgendeiner Quelle die Gegenwart jener Frau zu generieren.

### Originalgeschichte (Historie / Legende) – 5
Nun wird die Königin in einem pompösen Leichenzug in die etwa 100 Kilometer entfernte Zisterzienserabtei Alcobaça überführt. Zeitgenossen berichten, dass die fackelnerleuchtete Landstraße nächtens der Milchstraße geglichen hätte. Dort warten zwei prächtige Sarkophage. Links vom Altar jener von Inês, rechts der von Pedro, die Fußenden zueinander gewandt, damit die beiden einander, am Jüngsten Tag erweckt, zuerst wieder sehen.

## Orchester
Die Orchesterbesetzung besteht aus den folgenden Instrumenten:
- Holzbläser: zwei Flöten (1. auch Muschelhorn, 2. auch Piccolo), zwei Oboen, zwei Klarinetten (auch Bassklarinette), Fagott, Kontrafagott
- Blechbläser: drei Hörner, zwei Trompeten, zwei Posaunen, Tuba
- Pauke, Schlagzeug (zwei Spieler)
- Harfe, Klavier
- Streicher: acht erste Geigen, sechs zweite Geigen, vier Bratschen, drei Celli, zwei Kontrabässe

## Werkgeschichte
Die Oper wurde am 9. September 2006 im Theater Erfurt unter der musikalischen Leitung von Dorian Keilhack uraufgeführt. Regie führte Aron Stiehl. Die Ausstattung stammte von Hank Irwin Kittel. Die Darsteller waren Michael Leibundgut (Alfons), Richard Salter (Pedro), Denis Lakey (Der Geräderte), Máté Sólyom-Nagy (Loucido), Richard Carlucci (Der Befrager), Peter Umstadt (Coelho), Michael Tews (Gonçalvez), Alice Rath (Judit), Anke Schubert (Inês), Cornelia Nuernbergk (Aufseherin) u. a.
Eine weitere Aufführungsreihe gab es 2010 am Stadttheater Bern. Auch hier hatte Dorian Keilhack die musikalische Leitung. Die Inszenierung stammte von Dieter Kaegi.